# سونی اکسپریا زد۳ کامپکت
سونی اکسپریا زد۳ کامپکت یک تلفن هوشمند و برادر کوچکتر سونی اکسپریا زد3 ، محصولی از شرکت سونی می باشد که در کنفرانس IFA 2014 برلین در 4 سپتامبر 2014 توسط سونی معرفی شد.این گوشی همانند برادر بزرگترش دارای گواهینامه IP65 و IP68 و ضد آب و گرد و غبار می باشد. این اسمارت فون دارای ویژگی هایی همچون صفحه نمایش جدید، پردازنده اسنپ دراگون ۸۰۱ و توانایی ضبط فیلم با رزولوشن 4k را داراست. سونی اعلام کرده‌است که قادر خواهید بود با استفاده از یک دسته (که به این اسمارت فون وصل می‌شود) بازی های پلی استیشن ۴ را روی این دستگاه اجرا کنید!!
ازد3 کامپکت از ابعاد جمع و جوری بهره می برد و از این رو مناسب کسانی است که می خواهند یک گوشی جمع و جور داشته باشند..
همچنین، این دستگاه دارای صفحه نمایشی ۴٫۶ اینچی و رزولوشن 720p می‌باشد.
این دستگاه مجهز به پردازنده چهار هسته‌ای اسنپدراگون ۸۰۱ با قدرت ۲٫۵ گیگاهرتز می‌باشد و در کنار آن از ۲ گیگابایت رم و پردازنده گرافیکی آدرینو ۳۳۰ بهره می‌برد. همچنین این دستگاه دارای ۱۶ گیگابایت حافظه داخلی است. دوربین اصلی یا به عبارتی پشتی این دستگاه، ۲۰٫۷ مگاپیکسل است و سنسور ۱/۲٫۳ اینچی را داراست. همچنین این دستگاه دارای یک باتری ۲۶۰۰ میلی آمپر ساعت است.
زد۳ کامپکت همانند دیگر اسمارتفون های سری اکسپریا زد ، در برابر آب و گرد و غبار مقاوم است و وجود گواهینامه IP68 مهر تاییدی بر این موضوع است. این دستگاه را می‌توانید در چهار رنگ سفید، مشکی، نارنجی و سبز تهیه کنید.